# Trignac
Trignac ist eine französische Gemeinde mit 8234 Einwohnern (Stand: 1. Januar 2022) im Département Loire-Atlantique in der Region Pays de la Loire. Trignac gehört zum Arrondissement Saint-Nazaire und zum Kanton Saint-Nazaire-2. Die Einwohner werden Trignacais genannt.

## Geographie
Trignac liegt etwas oberhalb des nördlichen Ufer der Loire in der Landschaft Brière am Fluss Brivet, nahe dem Atlantik. Der Nordteil der Gemeinde ist Teil des Regionalen Naturparks Brière.
Umgeben wird Trignac von den Nachbargemeinden Saint-Joachim im Norden, Montoir-de-Bretagne im Osten sowie Saint-Nazaire im Süden und Westen.
Durch die Gemeinde führt die Route nationale 171. 
Die Ortschaften Aucard, Bert, Certé und Trembly gehören zur Gemeinde.

## Bevölkerungsentwicklung
| 1962                       | 1968 | 1975 | 1982 | 1990 | 1999 | 2006 | 2017 |
| -------------------------- | ---- | ---- | ---- | ---- | ---- | ---- | ---- |
| 6917                       | 7076 | 7253 | 7180 | 7020 | 6952 | 7230 | 7868 |
| Quellen: Cassini und INSEE |      |      |      |      |      |      |      |

## Sehenswürdigkeiten

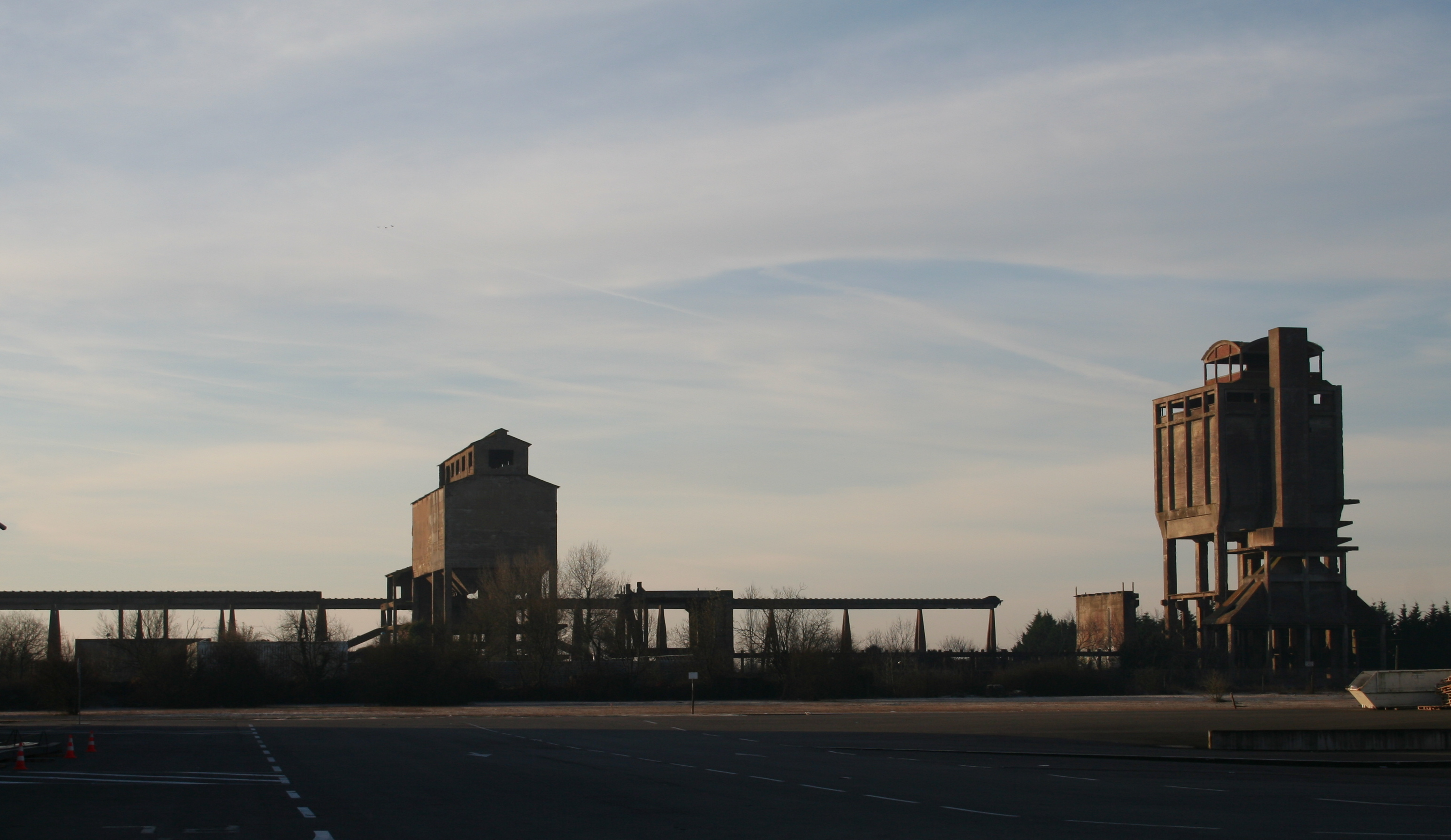
Ruinen Forges de Trignac

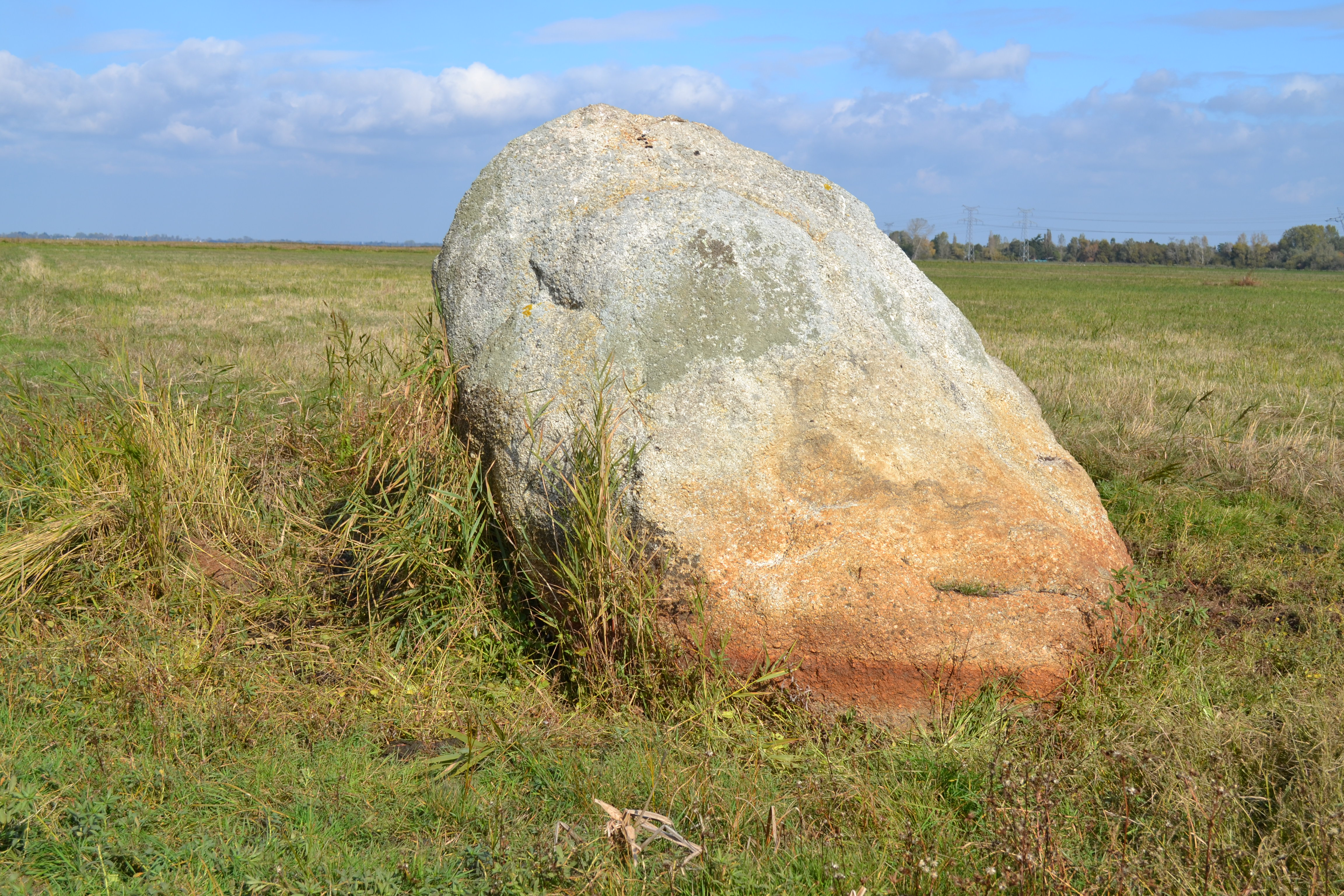
Pierre-Blanche

- Forges de Trignac, Industrieruinen der metallverarbeitenden Industrie (Stahlwerk, 1879–1947)
- Menhir Pierre-Blanche westlich von Trignac
- Bus-Museum